# グーフィーの大仕事
『グーフィーの大仕事』（グーフィーのおおしごと、原題：The Big Wash）は、ウォルト・ディズニー・プロダクション（現：ウォルト・ディズニー・カンパニー）が製作した1948年2月6日公開のアニメーション短編映画作品。グーフィーの短編映画シリーズの24作目である。

## あらすじ
サーカス団でサーカスのゾウ・ドロレスの世話をするグーフィーは、ドロレスの体を洗おうとする。しかし、洗われるのが大嫌いなドロレスは逃げ回り、グーフィーはその巨体に振り回される。

## スタッフ
- 製作：ウォルト・ディズニー
- 監督：クライド・ジェロニミ
- 脚本：
- 音楽：

## キャスト
| キャラクター | 原語版             | 旧吹き替え版 | 新吹き替え版 |
| ------------ | ------------------ | ------------ | ------------ |
| グーフィー   | ピント・コルヴィグ | 小山武宏     | 島香裕       |
| ドロレス     |                    | 遠藤征慈     |              |
| ナレーター   |                    | 江原正士     |              |